# 18-я сессия Комитета всемирного наследия ЮНЕСКО

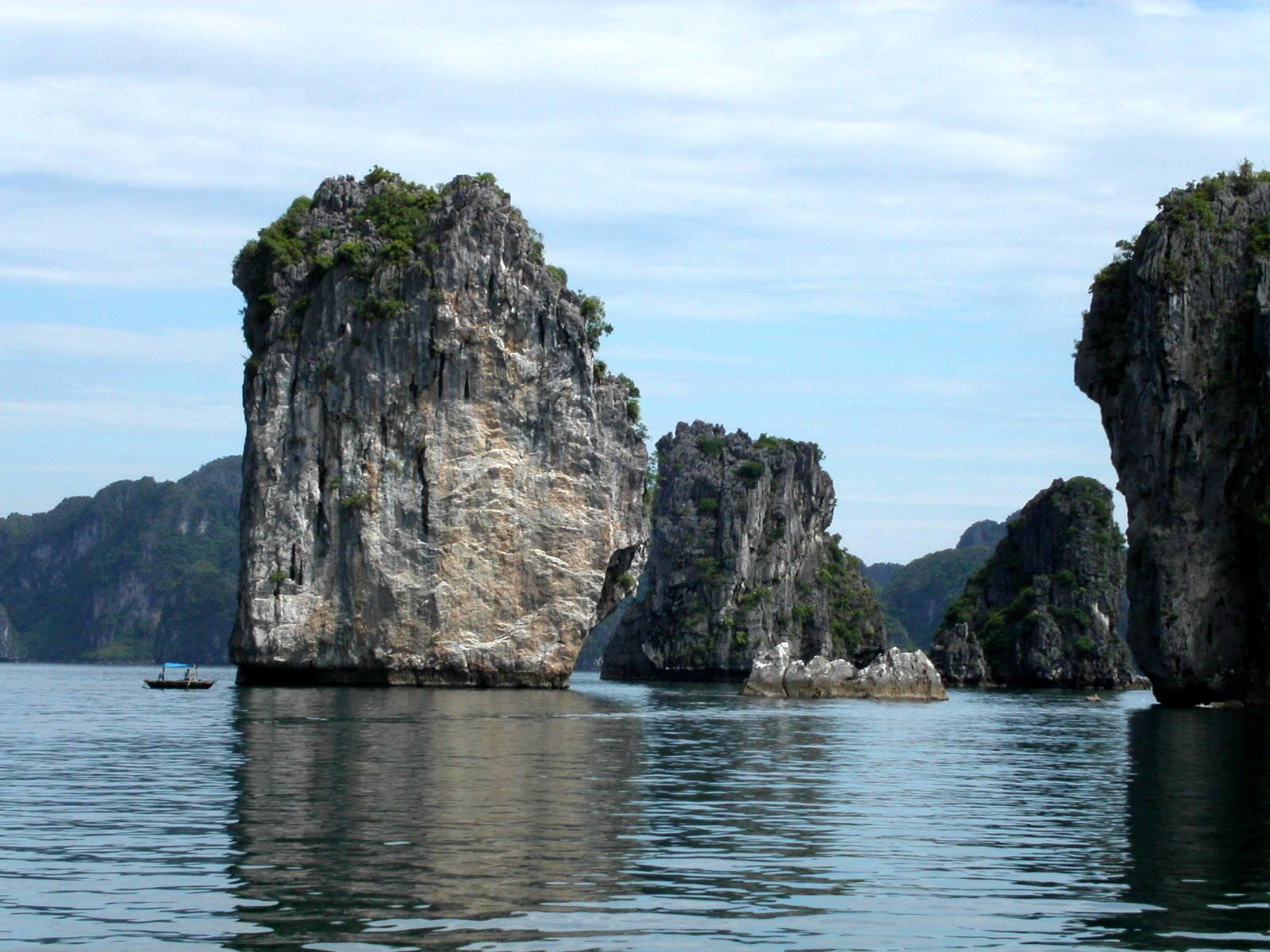
Бухта Халонг

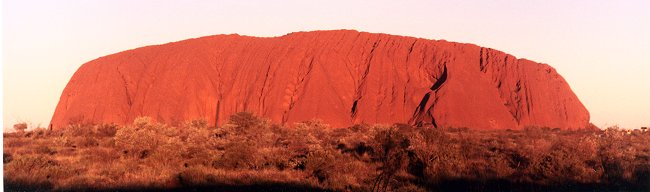
Улуру

18-я сессия Комитета всемирного наследия ЮНЕСКО проходила с 12 по 17 декабря 1994 года, в Пхукете, Таиланд. Было подано 30 объектов в список всемирного наследия ЮНЕСКО. 22 объекта культурного наследия и 8 природного наследия. Таким образом, общее число регистраций достигло 440 (326 культурного наследия, 17 смешанных и 97 природных описания наследия).

## Объекты, внесённые в список всемирного наследия

### Культурное наследие
Австралия: Национальный парк Улуру-Ката Тьюта
Китай: Горная императорская резиденция и окружающие его храмы в Чэндэ
Китай: Храм и гробница Конфуция и имение семьи Кун в городе Цюйфу
Китай: Комплекс древних строений в горах Уданшань
Китай: Исторический ансамбль дворца Потала в городе Лхаса (расширены в 2000 и 2001 гг.)
Дания: Рунные камни в Еллинге
Германия: Коллегиатская церковь, замок и Старый город в Кведлинбурге
Германия: Металлургический завод в Фёльклингене
Финляндия: Старинная церковь в Петяйявеси
Грузия: Исторический монумент Мцхета
Грузия: Кафедральный собор Баграти и монастырь Гелати (город Кутаиси и окрестности)
Италия: Город Виченца и вилла архитектора Палладио в области Венето (расширена в 1996 году)
Япония: Памятники культуры древнего Киото
Литва: Исторический центр Вильнюса
Люксембург: Люксембург: старые кварталы и укрепления
Мексика: Монастыри начала XVI века на склонах вулкана Попокатепетль
Перу: Геоглифы Наски
Россия: Коломенское
Чехия: Паломническая церковь Церковь Святого Иоанна Непомуцкого на Зелёной Горе (город Ждяр-над-Сазавоу)
Турция: Город Сафранболу
Швеция: Наскальные рельефы в Тануме
Швеция: Скугсчюркогорден - «Лесное кладбище» в Стокгольме

### Природное наследие
Австралия: Национальный парк Наракорт
Колумбия: Национальный парк Лос-Катиос
Уганда: Национальный парк Бвинди-Импенитрейбл («Непроходимый лес Бвинди»)
Уганда: Национальный парк Рувензори-Маунтинс
Испания: Национальный парк Доньяна (расширена в 2005 году)
Венесуэла: Национальный парк Канайма
Вьетнам: Бухта Халонг
Оман: Резерват аравийского орикса (В 2007 году был исключён из Списка всемирного наследия ЮНЕСКО в связи с продолжающейся охотой на белого орикса и сокращением заповедных территорий)

### Расширены
Австралия: Дождевые леса восточного побережья Австралии (первоначально признан в качестве природного наследия в 1986 году, расширены охраняемые территорий)
Канада / США: Клуэйн / Рангел-Сент-Элайас / Глейшер-Бей / Провинциальный парк Татшеншини-Алсек (Первоначально признан природным наследием в 1979 году, расширен в 1992 году, расширение новыми Провинциальный парк Татценшини-Альсек (Tatshenshini-Олсек Provincial Park))
Хорватия: Старый город в Дубровнике
Испания: Исторический центр Кордова
Испания: Альгамбра, Хенералифе, Альбайсин в  Гранадае (расширена в 1984 году)

### Убраны из Красного списка
Ни один объект не был добавлен.

### Добавлены в Красный список
Национальный парк Вирунга в Демократической Республике Конго (ещё не удалён из списка)